# 方向性 (分子生物学)

注记碳原子位标的呋喃糖分子。

方向性（英語：directionality）亦称定向性、指向性、指向，在分子生物學与生物化学中，是指单链核酸的端到端化学方位取向。
在单链 DNA 或 RNA 中，按照核苷酸中戊糖环（pentose-sugar-ring）碳原子位次编号化学命名惯例，指定 5′端（five-prime end）代表「上游」和 3′端（three-prime end）代表「下游」。朝5′端方向，通常在核糖环的5′碳原子上连接有一个磷酸基团；朝3′端方向，通常在核糖环的3′碳原子仍保留着未被修饰的 -OH 取代基。
沿著核酸結構的相同位置，包括基因、轉錄因子及聚合酶等，都一般是以「上游」（接近5′端）或「下游」（接近3′端）來表示的。
這種命名方法的重要性是容易表示只會從5′至3′合成的核酸，而建立新股的聚合酶，必須以磷酸雙脂鍵附在新核苷的3′羥基。傳統上，脫氧核糖核酸（DNA）及核糖核酸（RNA）序列是由5′至3′表示的。

## 3′端

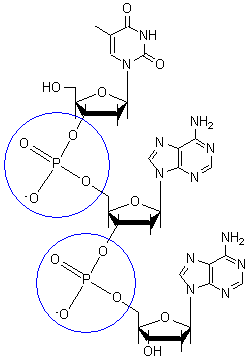
核苷之間的磷酸雙脂鍵（圓圈內）

3′端的名稱是因一個股在五碳糖內第三個碳原子的羥基作終結而有的，並稱為「尾端」。這個3′羥基在合成新的核酸分子是必要的，因它被DNA黏合酶連接在不同核苷的5′磷酸鹽，形成一連串的核苷股。
透過使用缺少3′羥基的核苷（雙脫氧核糖核酸），來干擾DNA複製。這種技術稱為雙脫氧法或桑格法，來得出DNA核苷的序列。
3′端亦是翻譯前進行多聚腺苷酸化的位點，並在翻譯後立即將有50-250個腺苷的鏈附在mRNA上。這條鏈可以幫助確定mRNA在細胞內存在的時間，從而得知合成多少的蛋白質。

## 5′端
5′端的名稱是因一個股在五碳糖內第五個碳原子的磷酸根作終結而有的。如果是磷酸鹽附著在5′端時，DNA黏合酶就可以用磷酸二酯鍵將兩個核苷的5′磷酸鹽及3′羥基接合。如果沒有這個磷酸鹽，則不會有接合出現。透過磷酸酶移除磷酸鹽所產生的這個現象，可以阻止不必要的核酸接合。
5′端是轉譯前加帽的位點，加帽後稱為5′端帽，是對生產成熟的mRNA非常重要。加帽可以確保mRNA在進行轉譯的穩定性及提供對核酸外切酶降解的抵抗。它包含了一個甲基化後的核苷，並以罕見的5′至5′三磷酸鹽附在mRNA上。

## 备注
1. ↑  注意：此处使用符号为 prime【′】角分符号，而非 apostrophe 【'】撇号，更非 single quotation mark【’】单引号。